# Зебір-Юрт
Зебір-Юрт (рос. Зебир-Юрт) — село у Надтеречному районі Чечні Російської Федерації.
Населення становить 906 осіб (2019). Входить до складу муніципального утворення Зебір-Юртовське сільське поселення.

## Історія
Згідно із законом від 20 лютого 2009 року органом місцевого самоврядування є Зебір-Юртовське сільське поселення.

## Населення
| 1990 | 2002 | 2010 | 2012 | 2013 | 2014 | 2015 |
| ---- | ---- | ---- | ---- | ---- | ---- | ---- |
| 770  | ↘669 | ↗758 | ↗806 | ↗869 | ↗870 | ↗886 |
| 2016 | 2017 | 2018 | 2019 |      |      |      |
| ↗892 | ↘890 | ↗901 | ↗906 |      |      |      |